# Les Deux Sirènes
Pour les articles homonymes, voir Mermaid.
Pour plus de détails, voir Fiche technique et Distribution.
Les Deux Sirènes (Mermaids) est un film américain réalisé par Richard Benjamin, sorti en 1991.

## Synopsis
L'histoire se déroule dans les années 1960; une mère de famille Rachel Flax a de petits tracas et a deux filles Charlotte et Kate. Rachel les emmène partout avec elle, de ville en ville, au rythme de ses tumultueuses ruptures amoureuses. Toutes trois emménagent à East Port à la Nouvelle-Angleterre. À peine arrivée, Rachel fait déjà sensation et se lie d'amitié avec Lou Landsky, un sympathique propriétaire d'un magasin de chaussures. Sa fille ainée Charlotte, qui est plutôt renfermée, va rencontrer Joe, employé d'un couvent.

## Fiche technique
- Titre français : Les Deux Sirènes
- Titre original : Mermaids
- Réalisation : Richard Benjamin
- Scénario : June Roberts, d'après le roman éponyme de Patty Dann
- Musique : Jack Nitzsche
- Photographie : Howard Atherton
- Montage : Jacqueline Cambas
- Production : Lauren Lloyd, Wallis Nicita & Patrick J. Palmer
- Société de production et de distribution : Orion Pictures
- Pays de production:  États-Unis
- Langue : Anglais
- Format : Couleur - Dolby SR - 35 mm - 1.85:1
- Genre : Comédie dramatique
- Durée : 106 min
- Date de sortie : France : 22 mai 1991

## Distribution
- Cher (VF : Christine Delaroche) : Rachel Flax
- Winona Ryder (VF : Aurélia Bruno) : Charlotte Flax
- Bob Hoskins (VF : Mario Santini) : Lou Landsky
- Christina Ricci (VF : Alexandra Garijo) : Kate Flax
- Michael Schoeffling (VF : Serge Faliu) : Joe
- Caroline McWilliams : Carrie
- Jan Miner (VF : Liliane Gaudet) : La mère supérieure

## Chansons
- The Shoop Shoop Song (It's in His Kiss)

etc.

## Distinction

### Nomination
- Golden Globes 1991
  - Meilleure actrice dans un second rôle pour Winona Ryder